# Horlîțke, Novomîkolaiivka
Horlîțke (în ucraineană Горлицьке) este un sat în comuna Sofiivka din raionul Novomîkolaiivka, regiunea Zaporijjea, Ucraina.

## Demografie
Componența lingvistică a localității Horlîțke
     Ucraineană (100%)
Conform recensământului din 2001, toată populația localității Horlîțke era vorbitoare de ucraineană (100%).